# Бюст Хуршидбану Натаван
Бюст Хуршидбану Натаван — бюст, установленный в Шуше, в честь азербайджанской поэтессы Хуршидбану Натаван. Бюст был частично разрушен после оккупации города Шуша в 1992 году. После освобождения города от оккупации бюст был отреставрирован в 2021 году.

## История
Бронзовый бюст Хуршидбану Натаван был изготовлен скульптором Хаят Абдуллаевой в 1982 году. Открытие бюста поэтессе, дочери последнего Карабахского хана Мехтигули-хана проходило в рамках «Дней поэзии Вагифа». На открытии участвовал Гейдар Алиев. Первоначально бюст находился в квартале Базарбашы, перед Домом культуры города Шуша.
Памятник был частично разрушен в ходе Первой карабахской войны в 1992 года. Бюст Натаван, как и бюсты Узеиру Гаджибекову и Бюст Бюль-Бюля, пострадали от выстрелов из автоматического оружия ВС Армении. После оккупации Шуши бюст был демонтирован и продан в качестве металлолома. Однако бюсты были спасены и доставлены в Баку. В период до 2021 года бюст хранился в качестве экспозиции Азербайджанского национального музея искусств имени Рамиза Мустафаева.
14 января 2021 года бюст Хуршидбану Натаван был возвращен в Шушу. На торжестве приняли участие Президент Азербайджанской Республики Ильхам Алиев и Первый вице-президент Азербайджана Мехрибан Алиева.